# Les Touches
Les Touches település Franciaországban, Loire-Atlantique megyében. Lakosainak száma 2619 fő (2022. január 1.). Les Touches Joué-sur-Erdre, Ligné, Mouzeil, Nort-sur-Erdre, Petit-Mars és Trans-sur-Erdre községekkel határos.

## Népesség
A település népességének változása:
| Lakosok száma | 1326 | 1633 | 1935 | 2071 | 2430 | 2463 | 2474 | 2494 | 2535 | 2619 |
|               | 1968 | 1982 | 1990 | 2006 | 2013 | 2015 | 2017 | 2019 | 2020 | 2022 |